# Economia atomica
In chimica per economia atomica o efficienza atomica (in inglese atom economy o atom efficiency) si intende un metodo per valutare la resa di una reazione introdotto da Barry Trost nel 1995.
È un concetto introdotto con la chimica verde.
L'economia atomica di una reazione si può scrivere come:
{\displaystyle \%\,economia\,atomica={\frac {Peso\,molecolare\,dei\,prodotti\,desiderati}{Peso\,molecolare\,di\,tutti\,i\,reagenti}}\times 100}